# Махлин, Марк Давидович
Марк Давидович Махлин (1929, Ленинград — июль 2000) — русский писатель-натуралист, педагог, автор популярных книг о природе.

## Биография
Родился в Ленинграде в семье партийных работников. В тридцатые годы его родителей репрессировали и семью выслали из Ленинграда. В начале 1950-х годов Махлин возвратился в Ленинград, где окончил университет и начал работать в школе учителем истории. 
С 1955 года вместе с другими любителями аквариума Махлин начал проводить в Ленинграде выставки аквариумных рыб и растений. 
С ранних лет его интересовала живая природа, особенно жизнь водоёмов. Аквариум становится серьёзным увлечением. Его наблюдения за водными растениями и рыбами становятся основой его первой серьезной книги по аквариуму «Занимательный аквариум», изданной тиражом в 200 тысяч экземпляров и раскупленной в считанные дни. Махлин много пишет и по своей основной профессии — педагогике, защитив кандидатскую диссертацию (Махлин М.Д. Пути совершенствования психолого-педагогической подготовки родителей в народных университетах педагогических знаний. Дис... канд.пед.наук.-Л., 1979 г.). Но большую известность в стране он имел как автор книг о природе. Его аквариумные книги только на русском языке издавались общим тиражом почти в миллион экземпляров.
Похоронен на Казанском кладбище в Пушкине.

### Книги
- Террариум. — М.: Лесная промышленность, 1966.
- Махлин М. Д. Занимательный аквариум. — М.: Пищевая промышленность, 1967. — 304 с.
- Марк Махлин, Юрий Орлов. Эмблема с летящей рыбой. — М.: Пищевая промышленность, 1971.
- Декоративно рибовъдство. Земиздат, 1980. (На болгарском языке).
- По аллеям гидросада. — М.: Гидрометеоиздат, 1984.
- Людмила Солоницына, Марк Махлин. Аквариум в школе. — М.: Просвещение, 1984.
- Занимательный аквариум. — М.: Социально-коммерческая фирма "Человек", 1990.
- Путешествие по аквариуму. — М.: Колос, 1993.
- Аквариумный сад. — М.: Природа, 1998.
- Черепахи у вас дома. — М.: Компания дельта М, 2000.
- Александр Гуржий, Марк Махлин. Лабиринтовые рыбки (сборник). — М.: Компания дельта М, 2001.
- В морях и океанах. Серия "Узнай мир". — М.: А.В.К. Тимошка, 2002.
- Аквариумные растения Восточного полушария. — М.: Компания дельта М, 2002.
- Аквариумные растения Западного полушария. — М.: Компания дельта М, 2002.
- Жизнь в соленой воде. Школьный путеводитель. Серия "Узнай мир". — М.: А.В.К. Тимошка, 2003.
- Млекопитающие. — М.: Балтийская книжная компания, 2006.
- Жизнь в соленой воде. — М.: Балтийская книжная компания, 2008.
- Насекомые. Серия "Узнай мир". — М.: А.В.К. Тимошка, 2008.

### Статьи
- М. Махлин. Прохор Прохорыч // журнал "Наука и жизнь", № 1, 1973. стр.108-110 ["Зооуголок на дому"]